# Google Web Accelerator
Google Web Accelerator — програма, розроблена компанією Google в 2005, що дозволяє стискати трафік, а також заздалегідь завантажувати сайти, якщо ймовірність того, що ви їх відвідайте, висока. В нині вже не підтримується і недоступна для скачування. Програма інтегрувалася в браузери Mozilla Firefox та Internet Explorer у вигляді панелі з можливістю додаткових надбудов. Браузер Opera не підтримує.
За рахунок кешування запитів користувача, стиснення переданої інформації та попереднього завантаження найбільш ймовірних запитів, програма дозволяла економити обсяг переданої інформації і час завантаження вебсторінок. У свою чергу, некеширування запитів викликало проблеми з доступом до деяких вебсайтам (наприклад, відео на YouTube).